# Нери, Джакомо
Джа́комо Не́ри (итал. Giacomo Neri; 1 января 1916, Фаэнца — 6 мая 2010, там же) — итальянский футболист (правый полузащитник) и тренер.
В 1936 году перешёл из «Ливорно» в «Ювентус», однако провёл в команде всего один сезон, покинув её вследствие проблем с игровой дисциплиной. На его счету оказался 6000-й гол в истории «Ювентуса». В сезонах 1946—1948 гг. выступал за миланский «Интер». Завершил карьеру игрока в швейцарском «Нёвшателе».
В составе национальной сборной провёл 3 матча, забив 1 гол. В качестве тренера наибольшего успеха добился с «Алессандрией», выведя её из дивизиона D в дивизион B.
На момент смерти являлся самым возрастным из живших на тот момент игроков национальной сборной Италии.